# امرزودن
امرزودن (به هلندی: Ammerzoden) یک روستا در هلند است که در Maasdriel واقع شده‌است.

## نگارخانه

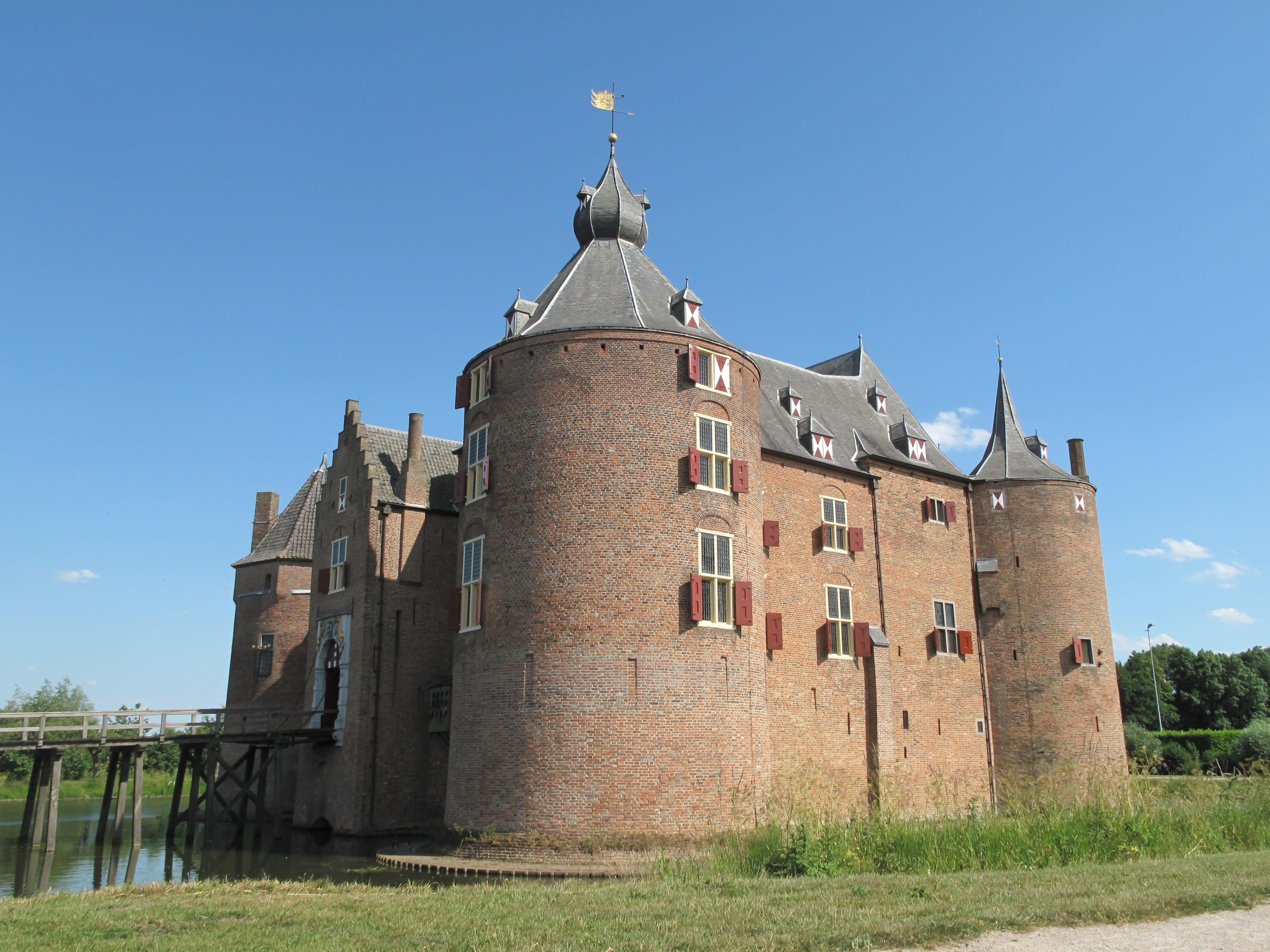
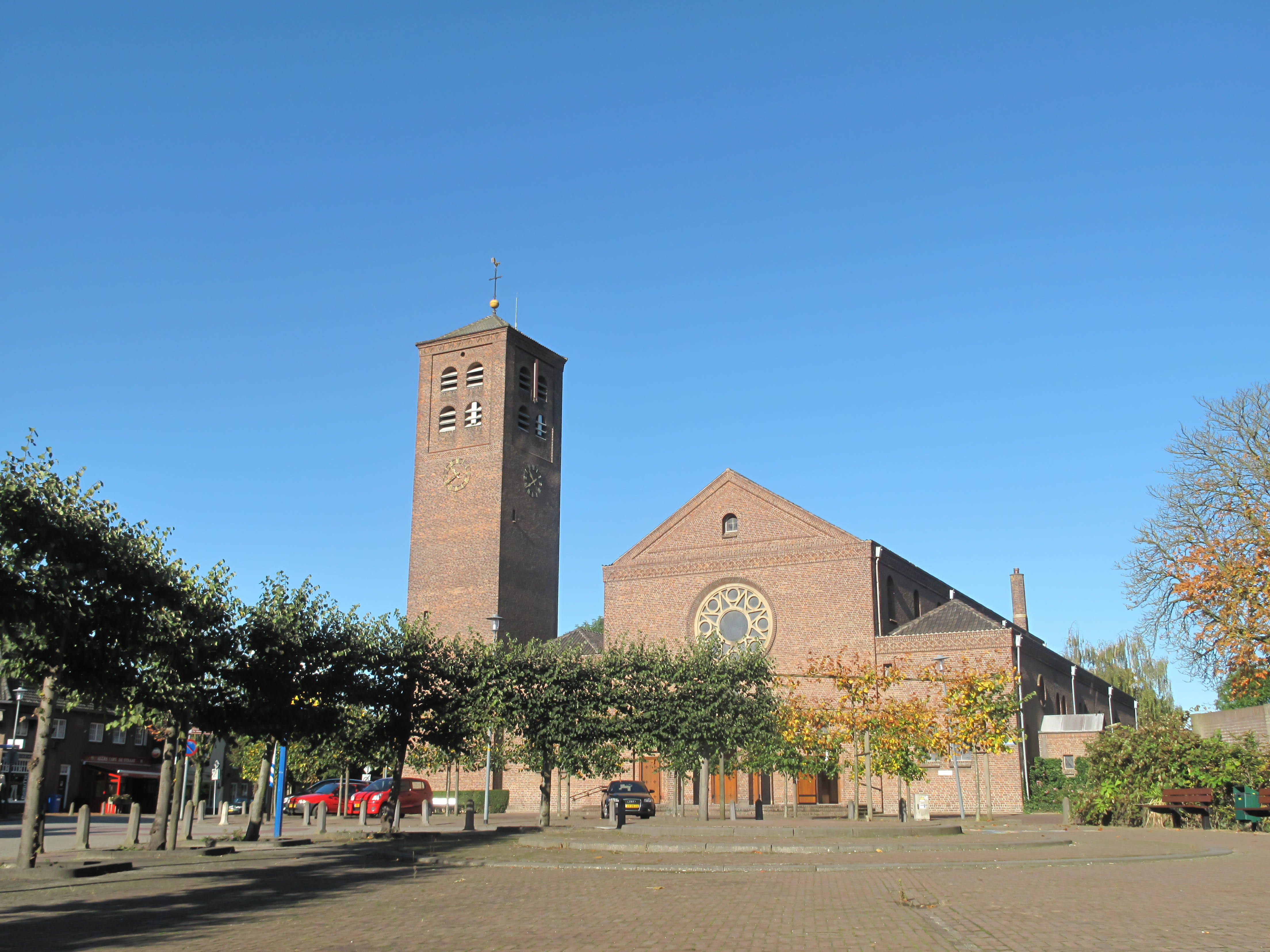

## خصوصیات
امرزودن ۳٬۵۴۸ نفر جمعیت دارد.